# Język kwara’ae
Język kwara’ae, także fiu – język austronezyjski z grupy języków oceanicznych, używany przez mieszkańców wyspy Malaita w archipelagu Wysp Salomona. Według danych z 1999 r. posługuje się nim 32 tys. osób. Ma największą liczbę użytkowników spośród rdzennych języków tego obszaru geograficznego.
Jego użytkownicy zamieszkują również niektóre miejscowości na wyspie Guadalcanal, w pobliżu Honiary.
Wczesne informacje gramatyczne nt. kwara’ae opublikowano w artykule z 1931 r. Pewne dane leksykalne zawarto w pracy z 1977 r., która przedstawiła również projekt ortografii. Poświęcono mu opracowanie gramatyczne z 2010 r. 
Jest zapisywany alfabetem łacińskim.